# The Morning Benders
The Morning Benders es una banda de indie rock de Berkeley, California.
En 2008, lanzaron su álbum debut titulado Talking Through Tin Cans en +1 Records. 
La banda ha estado de gira en apoyo de Broken Bells (primavera 2010), Grizzly Bear (otoño 2009), The Kooks y Death Cab for Cutie (verano 2008), Ra Ra Riot (otoño 2008). Estuvieron de gira con The Submarines en 2009.
También ha tocado con Yo La Tengo, MGMT, Grand Archives, Yeasayer, Two Gallants, The Rosebuds, Au Revoir Simone, We Are Scientists y White Rabbits.  
En diciembre de 2008, iTunes consideró a Talking Through Tin Cans como el mejor álbum indie/alternativo del año 2008. A principios de ese año, también recibió el honor de "Elección del Editor."
En 2010, lanzaron su segundo álbum titulado Big Echo y en el 2011 salió a la venta Japan Echo EP con remixes y canciones inéditas a beneficio de las víctimas del terremoto de Japón. 
Contribuyeron para la banda sonora del anime Zankyou No Terror (Terror in Resonance) Con la canción Is